# Les Bordes-Aumont
 Les Bordes-Aumont  là một xã ở tỉnh Aube, thuộc vùng Grand Est ở phía bắc miền trung nước Pháp.